# Operación ternaria
Se define como operación ternaria aquella operación matemática, definida por un operador que necesita tres operandos o (argumentos) a los que asocia un resultado, fruto de aplicar el operador a esos tres argumentos.
Dados cuatro conjuntos A, B, C y D una operación ternaria es una aplicación que asigna a cada terna de valores a de A, b de B y c de C un solo valor d de D, que podemos representar:
{\displaystyle {\begin{array}{rccl}\circledcirc :&A\times B\times C&\longrightarrow &D\\&(a,b,c)&\longmapsto &d=\circledcirc (a,b,c)\end{array}}}
Representando la operación por el signo {\displaystyle \circledcirc } podemos expresar la operación:
{\displaystyle \circledcirc (a,b,c)=d\;,\quad (a,b,c){\xrightarrow {\circledcirc }}d}
Por ejemplo dado el espacio tridimensional a cada punto de coordenadas (x,y,z), se le puede asignar una distancia d al centro de coordenadas, definiendo la operación ternaria D:
{\displaystyle {\begin{array}{rccl}D:&R\times R\times R&\longrightarrow &R\\&(x,y,z)&\longmapsto &d=D(x,y,z)\end{array}}}
por la cual a cada terna de valores (x,y,z) se le asigna un valor d que es la distancia al centro de coordenadas del sistema, que podemos calcular mediante la expresión;
{\displaystyle d={\sqrt {(x^{2}+y^{2}+z^{2})}}}
Donde x, y, z y d son números reales.